# Tasjliech

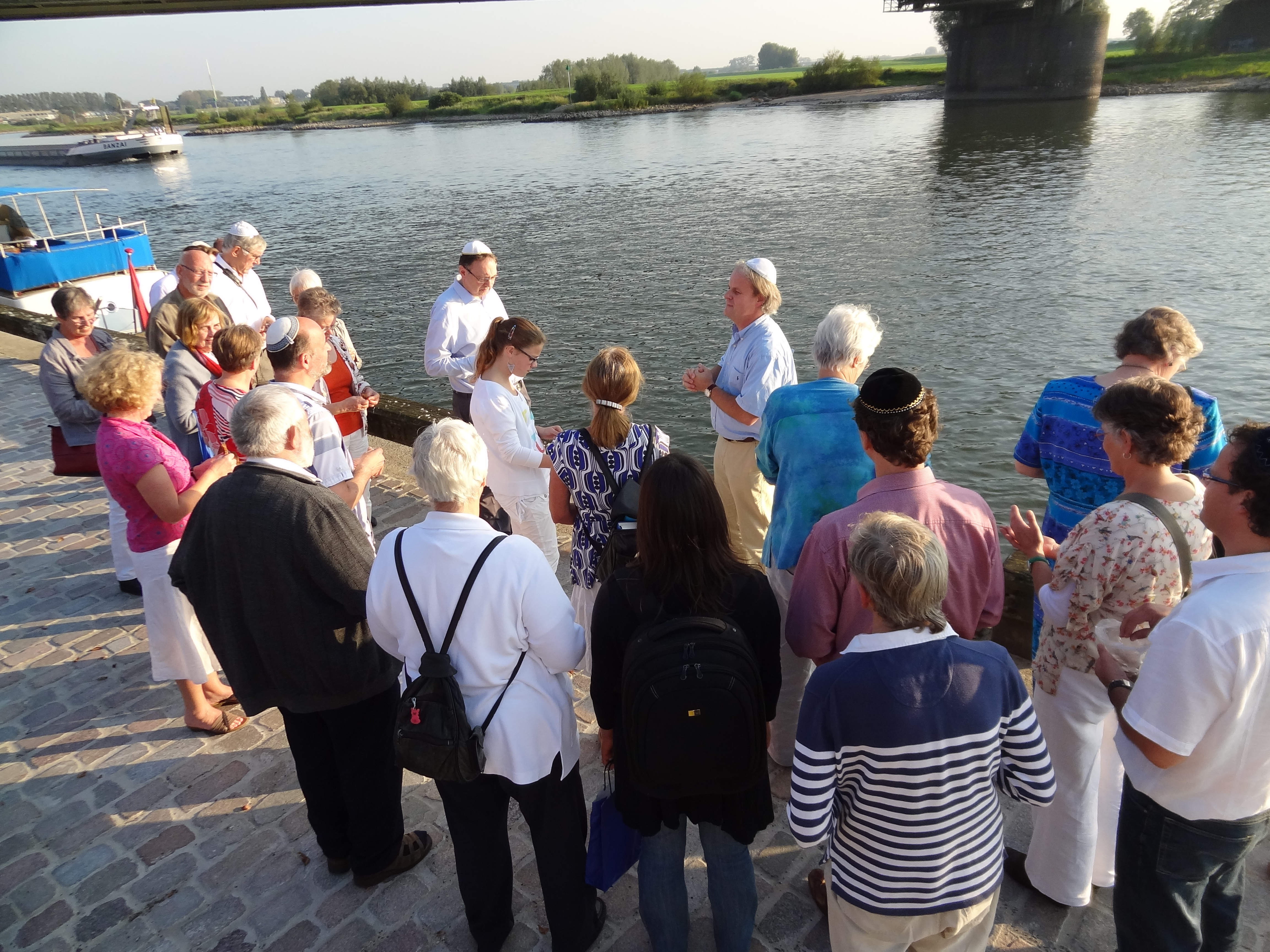
Het eeuwenoude Tasjliech-ritueel bij de Joodse gemeente Beth Shoshanna in Deventer, aan de rivier de IJssel

Tasjliech is het Joodse ritueel waarbij broodkruimels in stromend water worden gegooid. Dit ritueel vindt plaats na mincha (het middag-gebed) op de 1e dag van Rosj Hasjana (Joods Nieuwjaar). Aan de waterkant wordt eerst het Tasjliech-gebed uitgesproken. De tekst hiervan bestaat uit Micha 7:18-20 en Psalm 118:5-9. De term tasjliech komt uit Micha 7:19: 
ve tasjliech bimetsoelot jam, kol chatotam

Moge Hij al onze zonden in het diepst van de zee werpen
Valt de eerste dag Rosj Hasjana op Sjabbat, dan wordt de hele ceremonie naar de tweede dag Rosj Hasjana verplaatst.